# 김병영
김병영(1969년 3월 9일~)은 대한민국의 장애인 탁구 선수로, 2008년 하계 패럴림픽에서 금메달을 획득했다.